# Dick Zimmer
Richard Alan Zimmer dit Dick Zimmer est un homme politique américain né le 16 août 1944. Membre du Parti républicain, il est élu du New Jersey à la Chambre des représentants des États-Unis de 1991 à 1997.

## Biographie

### Carrière professionnelle et début en politique
Après des études à l'université Yale, dont il sort diplômé en 1969, Dick Zimmer devient avocat à New York puis à New Brunswick.
Il siège à la législature du New Jersey à partir de 1982, à l'Assemblée générale (1982-1987) puis au Sénat (1987-1991).

### Représentant des États-Unis
En 1990, il est élu à la Chambre des représentants des États-Unis avec 66 % des voix face à la démocrate Marguerite Chandler. Il succède ainsi au républicain Jim Courter (en), candidat malheureux au poste de gouverneur. Il est réélu en 1992 et 1994. Durant son mandat, il est désigné l'élu du Congrès « le plus fiscalement conservateur » par l'Union nationale des contribuables.
En 1996, Zimmer se présente au Sénat des États-Unis pour succéder au démocrate Bill Bradley. Soutenu par l'establishment du Parti républicain, il remporte facilement la primaire (avec environ deux-tiers des voix) face à deux candidats plus conservateurs, Richard A. DuHaime et Richard J. La Rossa. Il est cependant défait par Robert Torricelli, rassemblent 43 % des suffrages contre 53 % pour le démocrate.

### Après le Congrès
En 2000, il tente de retrouver son siège de représentant du 12e district, autour de Princeton. Durant la primaire républicaine, il affronte son successeur, le conservateur Mike Pappas (en), qui a perdu le siège en 1998. Désigné candidat du Parti républicain, il est battu de justesse par le démocrate sortant Rush Holt, qui le devance de quelques centaines de voix.
Zimmer est à nouveau candidat au Sénat en 2008, poussé par le Parti républicain du New Jersey après le retrait d'Andy Unanue. Il remporte la primaire face au sénateur d'État Joe Pennachio et à l'universitaire Murray Sabrin. En novembre, il est battu par le démocrate sortant Frank Lautenberg (43 % des voix contre 55 %).
Après avoir travaillé comme lobbyiste, il est nommé en 2010 par le gouverneur Chris Christie à la tête d'une task force pour évaluer les potentielles privations dans le New Jersey.
Lors de l'élection présidentielle de 2016, Zimmer soutient le libertarien Gary Johnson plutôt que le candidat de son parti, estimant Donald Trump « ni conservateur, ni républicain ».